# Танев, Васил
Васил Танев (болг. Васил Константинов Танев, настоящая фамилия Хаджитанев, псевдонимы Иванов, Дончо, Йордан, Мичмана; 21 ноября 1897, Гевгелия, Македония — 9 октября 1941, Эвангелистрия, Греция) —  деятель болгарского и международного рабочего движения.

## Биография
Родился 21 ноября 1897 в Гевгелии, Македония, в семье рабочего Константина Хаджитанева, члена Внутренней македонско-одринской революционной организации, участника Илинденского восстания 1903 года. Брат известного музыкального и общественного деятеля Бориса Хаджитанева. По профессии сапожник.
В 1915 семья Хаджитаневых эмигрировала в Болгарию и поселилась в Пловдиве.
Служил во флоте, участвовал в восстании болгарских моряков на учебном крейсере «Надежда» в декабре 1918 под руководством портупей-юнкера Спаса Спасова.
В 1919 вступил в Болгарскую коммунистическую партию (БКП). В 1921 — член ЦК профсоюза сапожников. В 1923 стал членом окружного комитета партии в Пловдиве.
Участвовал в Сентябрьском восстании 1923 года против правительства А. Цанкова, после его поражения бежал в Югославию. В 1924—1925 секретарь Пловдивского окружкома БКП, в 1925 заместитель председателя военной организации БКП в Хасково. В 1925 был арестован властями во время Апрельских событий и приговорён к 12 годам заключения.
В 1926 был амнистирован. Вскоре был же выдан новый ордер на его арест, но Танев эмигрировал в Югославию. В том же году делегат Венского расширенного пленума БКП. В конце года переехал в СССР, в 1927—1928 учился в КУНМЗ, в 1931 завершил образование в Международной Ленинской школе. В 1930 на Третьем расширенном пленуме Центрального комитета БКП избран в ЦК и в Президиум ЦК.
В 1931 вернулся в Болгарию, в 1931—1932 вёл подпольную работе в Софии, занимал должность члена Политбюро ЦК БКП.
В марте 1933 в Берлине, где находился проездом, арестован немецкими властями по обвинению в поджоге рейхстага. Вместе с голландским коммунистом Маринусом ван дер Люббе, лидером парламентской фракции компартии Германии Эрнстом Торглером и болгарскими коммунистами Георгием Димитровым  и Благоем Поповым являлся подсудимым на Лейпцигском процессе (1933). После оправдания судом и предоставления СССР трём болгарам-фигурантам процесса советского гражданства уехал в СССР в феврале 1934.
Занимал должность члена Исполнительного совета Профинтерна и председателя его болгарской секции. В 1935—1936 окончил курсы по марксизму-ленинизму при ЦК ВКП(б). Занимал руководящие должности в Тувинской Народной Республике.
В июле 1941, после нападения Германии на СССР, записался добровольцем в РККА. С 5 на 6 октября 1941 в составе специальной группы под руководством Йордана Кискинова вылетел в Южную Болгарию для подпольной работы. Группа по ошибке была выброшена в немецкую оккупационную зону Греции, возле села Лахна. Группе не удалось собраться вместе. 9 октября 1941 г. погиб в бою с немцами возле Эвангелистрии.